# Polyeten

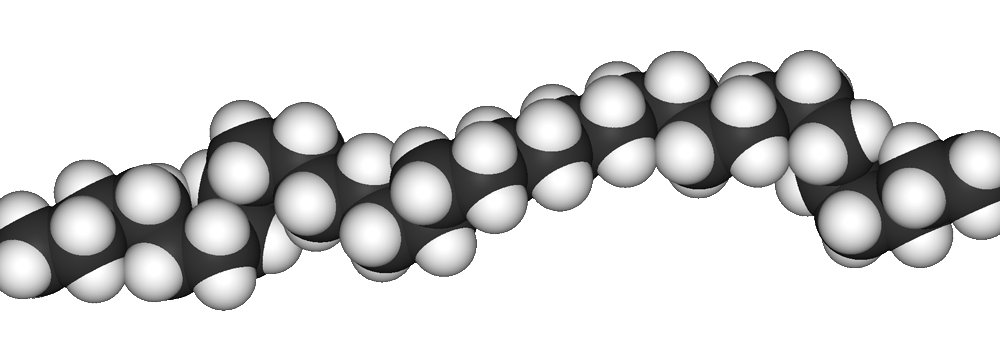
Kalottmodell av polyetens struktur.

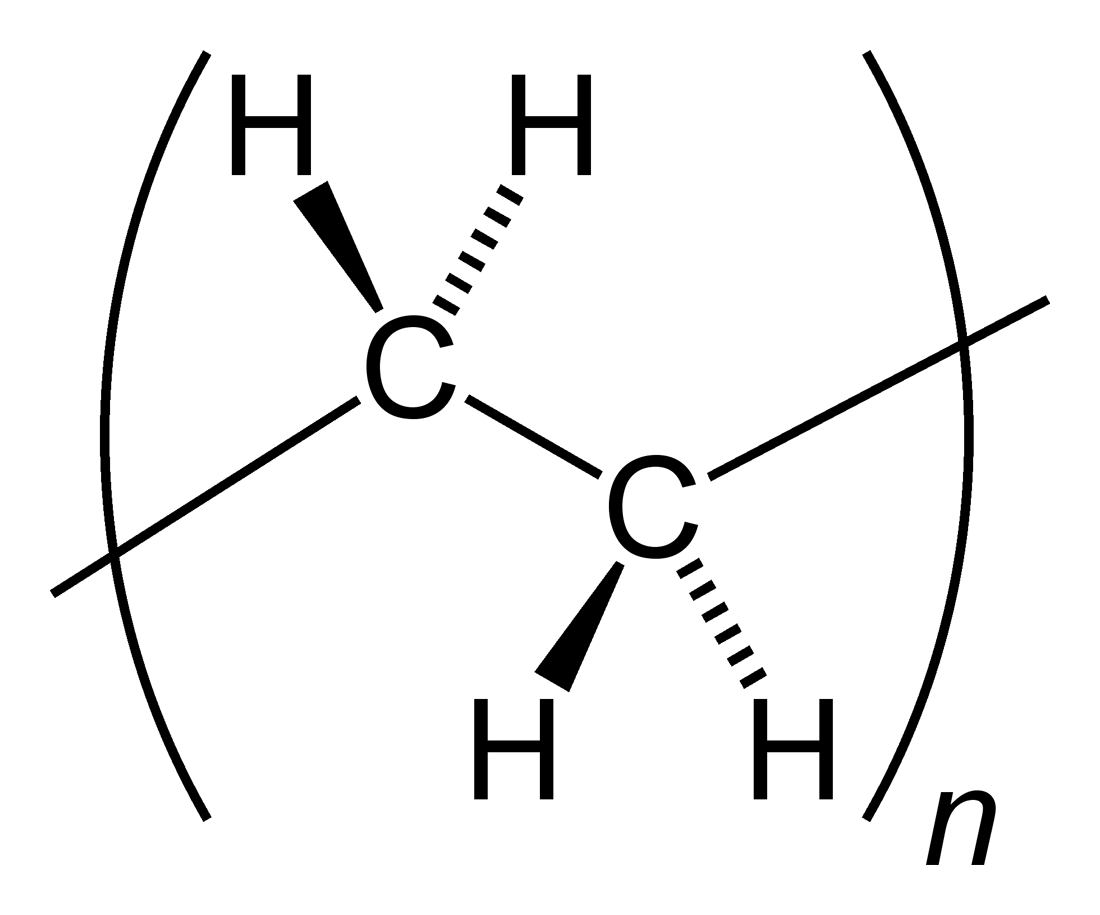
Stereokemisk strukturformel för polyeten.

Polyeten, PE, eller etenplast (och Polyethylene – PEL – PEM – HDPE) är en delkristallin termoplast med den kemiska formeln (C2H4)n.
Polyeten framställs genom polymerisering av eten i närvaro av en katalysator. Eftersom den bara består av kolväten är den lämplig att förbränna.

## Egenskaper
Polyeten brukar klassificeras utifrån dess densitet, vanligen i tre grupper (densiteten hos polyetenpolymererna korrelerar med dess kristallinitet.):
Lågdensitetspolyeten (PEL; LDPE; PELD), högdensitetspolyeten (PEH; HDPE; PEHD) och linjär lågdensitetspolyeten (LLD-PE). PEM är förkortning av Polyeten (PE) och mediumdensitet) (M).
Polyeten har hög kemisk beständighet mot många syror och baser.
Polyeten har en mjukningstemperatur på 106 °C, smältpunkt på 110–120 °C, hårdhet 11 rockwell R. Dielektricitetskonstant 2,3.

## Historik
Polymeren framställdes för första gången 1898 av misstag av den tyske kemisten Hans von Pechmann när han hettade upp diazometan. En industriellt gångbar process för framställning upptäcktes 1933 av misstag av de brittiska kemisterna Eric Fawcett och Reginald Gibson vid Imperial Chemical Industries (ICI) i Northwich. Michael Perrin lyckades 1935 göra processen reproducerbar och industriell produktion av lågdensitetspolyeten (LDPE) inleddes 1939. Produktion i Sverige inleddes 1963 vid Unifos Kemi AB i Stenungsund.

## Användning
Polyeten står för ungefär en tredjedel av all framställning och användning av plast i världen. Det används bland annat som förpackningsmaterial.